# Olympe Bradna
Antoinette Olympe Bradna (12 de agosto de 1920 – 5 de noviembre de 2012) fue una bailarina y actriz francesa, que emigró a los Estados Unidos donde vivió por el resto de su vida.

## Primeros años
Bradna nació en un camerino del Olympic Theatre de París, y su nombre completo era Antoinette Olympe Bradna. Su padre, Joseph Bradna, era checo bohemio y su madre, Jana Bradna, era alemana austriaca. (Otra fuente afirma que su madre era francesa.) Ambos eran artistas de circo antes de que Olympe comenzara su carrera. (Jana Bradna había sido cantante de ópera antes de unirse a su esposo en el circo.) Su tía Ella Bradna también trabajaba en el circo, como ecuestre. Un artículo de un periódico de 1936 informaba de que Bradna "siguió a una fila de perros amaestrados en un escenario en Francia, cuando solo tenía 18 meses."

## Baile
Bradna apareció a los 18 meses de edad con sus padres, que eran jinetes a pelo de fama mundial. A los 8 años, Bradna "había atraído tanta atención que los agentes estaban ansiosos por contratarla como 'solista.'" Sus padres la acompañaron a Suecia, Noruega, Alemania, Suiza, Italia y Francia mientras ella bailaba. Interpretó "una danza acrobática" en la producción de Hit the Deck en París, Francia.
Más tarde se unió a las Folies Bergère. Estuvo con ese grupo durante ocho meses y bailó en el French Casino de Nueva York durante otros ocho meses.
Bailó en Estocolmo, en la ciudad de Nueva York y otras capitales del mundo.

## Cine

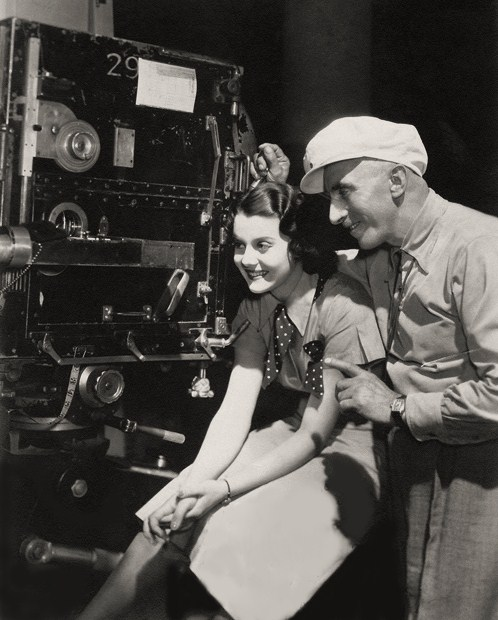
Bradna con el director James P. Hogan en el set de The Last Train from Madrid (1937).

Bradna comenzó su carrera cinematográfica en Francia y, en 1934, se trasladó a Hollywood, California, donde alcanzó su mayor éxito,  al firmar un contrato de siete años con Paramount Pictures. En 1935, fue una de las siete jóvenes "nombradas por Paramount... como posibles estrellas de cine del futuro." Fue una de las seis recién llegadas seleccionadas por Paramount en diciembre de 1935 para aparecer en un musical que se estaba preparando. Su debut en la gran pantalla tuvo lugar en Three Cheers for Love (1936). En 1936, apareció en College Holiday. Más tarde, pasando de los musicales a películas más serias, tuvo papeles en The Last Train from Madrid y Souls at Sea.
A lo largo de su carrera, apareció en más de una docena de películas y compartió protagonismo con estrellas de cine tan notables como Ronald Reagan, George Raft y Gary Cooper.

## Retiro anticipado, años posteriores
En mayo de 1941, Olympe se casó con Douglas Woods Wilhoit, momento en el que se retiró de la actuación. Durante muchos años, ella y su familia vivieron en Stockton, California, antes de establecerse finalmente en Lodi, California. Juntos, ella y Douglas tuvieron cuatro hijos, cinco nietos y ocho bisnietos. Estuvieron casados durante más de setenta años, y Douglas falleció en febrero de 2012, solo nueve meses antes de la muerte de Olympe.

## Muerte
Bradna falleció el 5 de noviembre de 2012 en Stockton, California, a los 92 años. (Otra fuente afirma: "... Bradna falleció en su casa de San Joaquin, California...") Le sobrevivieron un hijo, dos hijas, cinco nietos y ocho bisnietos.

## Filmografía
| Año  | Título                     | Papel                 | Notas                          |
| ---- | -------------------------- | --------------------- | ------------------------------ |
| 1933 | Roger la Honte             | Suzanne Laroque       |                                |
| 1934 | Flofloche                  | Reine                 |                                |
| 1936 | Three Cheers for Love      | Frenchy               |                                |
| 1936 | College Holiday            | Felice L'Hommedieu    |                                |
| 1937 | The Last Train from Madrid | Maria Ronda           |                                |
| 1937 | High, Wide, and Handsome   |                       |                                |
| 1937 | Souls at Sea               | Babsie                |                                |
| 1938 | Stolen Heaven              | Steffi                |                                |
| 1938 | Say It in French           | Julie                 |                                |
| 1939 | The Night of Nights        | Marie Alyce O'Farrell |                                |
| 1940 | South of Pago Pago         | Malia                 |                                |
| 1941 | Knockout                   | Angela Grinnelli      |                                |
| 1941 | Highway West               | Myra Abbott           |                                |
| 1941 | International Squadron     | Jeanette              | (último papel cinematográfico) |

## Lectura adicional
- Dye, David. Child and Youth Actors: Filmography of Their Entire Careers, 1914-1985. Jefferson, NC: McFarland & Co., 1988, p. 24.